# بلاد الشام (ولاية إسلامية)
ولاية الشَّام، كانت ولاية إداريَّة تتبع الخلافة الرَّاشدة ثم الأمويَّة، ثم العباسيَّة، ثم الفاطميَّة. تشير الولاية الإسلاميَّة لكامل إقليم بلاد الشام على أنها ولاية واحدة تضم الدُّول المُعاصرة، معظم سوريا، والأردن، وكامل فلسطين التَّاريخيَّة، ولبنان، بالإضافة لأجزاء من جنوب شرقي تركيا.
قُسمت ولاية بلاد الشام للمرَّة الأولى منذ الفتحُ الإسلامي للشَّام ضمن أربع أجناد رئيسيَّة (مناطق عسكرية، مفردها جند) وهي دمشق وحمص والأردن وفلسطين، وذلك في عهد الخليفة الرَّاشدي عمر بن الخطاب. في العصر الأموي، أُنشئ جند قِنَّسرين في خلافة معاوية بن أبي سفيان، ثم استقلَّت الجزيرة الفراتية كإدارة عن جند قِنَّسرين في خلافة عبد الملك بن مروان سنة 73هـ / 692م. في العصر العبَّاسي، أُنشئ جند العواصم في خلافة هارُون الرَّشيد سنة 170هـ / 786م. بقيت ولاية الشَّام تحت حكم الخلافة العبَّاسية نحو 200 سنة، حتى عقد 940م، إذ انقسمت السيطرة على المنطقة بين عدة حكام، لتُصبح الأجناد مجرد تقسيمات اسميَّة تابعة اسميًا للعبَّاسيين. سيطر الفاطميُّون من مصر على أجزاء منها في مطلع القرن الحادي عشر الميلادي، في حين سيطر السَّلاجقة باسم الخليفة العبَّاسي على أجزاء منها. اضمحل اعتبارها على أساس الولاية والأجناد، بعد قيام الصَّليبيين بغزو المناطق السَّاحلية سنة 492هـ / 1099م.

## الفتح الإسلامي للشَّام
كانت سوريا قبل الإسلام من أهم مناطق الدولة البيزنطية، وكانت مدنها مثل أنطاكية والقدس وبيت لحم ومأدبا مراكز دينية هامة في الشرق القديم. في بداية عصر انتشار الإسلام، كانت سوريا (بلاد الشام) تشكل مركز الامبراطورية الرومانية الشرقية، ولها أهميتها في الامبراطورية.
بدأت فكرة فتح الشام منذ غزوة الخندق حيث استعصى على الصحابة صخرة وهم يحفرون الخندق، فطلبوا مساعدة الرسول، فقام وأخذ المعول وضرب ضربة وهو يقول «بسم الله، الله أكبر، أُعطِيتُ مفاتيحَ الشام، والله إني لأنظر إلى قصورها الحُمْرِ».
بعد وفاة الرسول، اقترح الخليفة أبا بكر الصديق فكرة الخلافة على مجلس الصحابة والعشرة المبشرين بالجنة. فاعترض بعضهم ووافق عليها بعضهم. أرسل الحملة التي كان أعدها الرسول بقيادة أسامة بن زيد لصد هجمات الروم على حدود شبه الجزيرة العربية في سوريا وأوصاه بالشام وأهلها قائلا: «لا تخونوا ولا تغدروا ولا تغلوا ولا تمثلوا ولا تقتلوا طفلا ولا شيخا ولا امرأة ولا تقعروا نخلا ولا تحرقوه، ولا تقطعوا شجرة مثمرة، ولا تذبحوا شاة ولا بعيرا...» وقد نجح أسامة في هذه الحملة في صد هجمات الروم. تم تجهيز معسكر خارج المدينة المنورة لتجهيز وتجميع الجيوش حتى تم تجهيز أربعة جيوش، الأول كان بقيادة يزيد بن أبي سفيان والثاني بقيادة شرحبيل بن حسنة والثالث بقيادة أبي عبيدة بن الجراح والرابع الذي جُهِّزَ متأخراً كان بقيادة عمرو بن العاص، ثم طلب أبو بكر الصديق من خالد بن الوليد التوجه لقيادة الجيوش الأربعة إلى الشام.

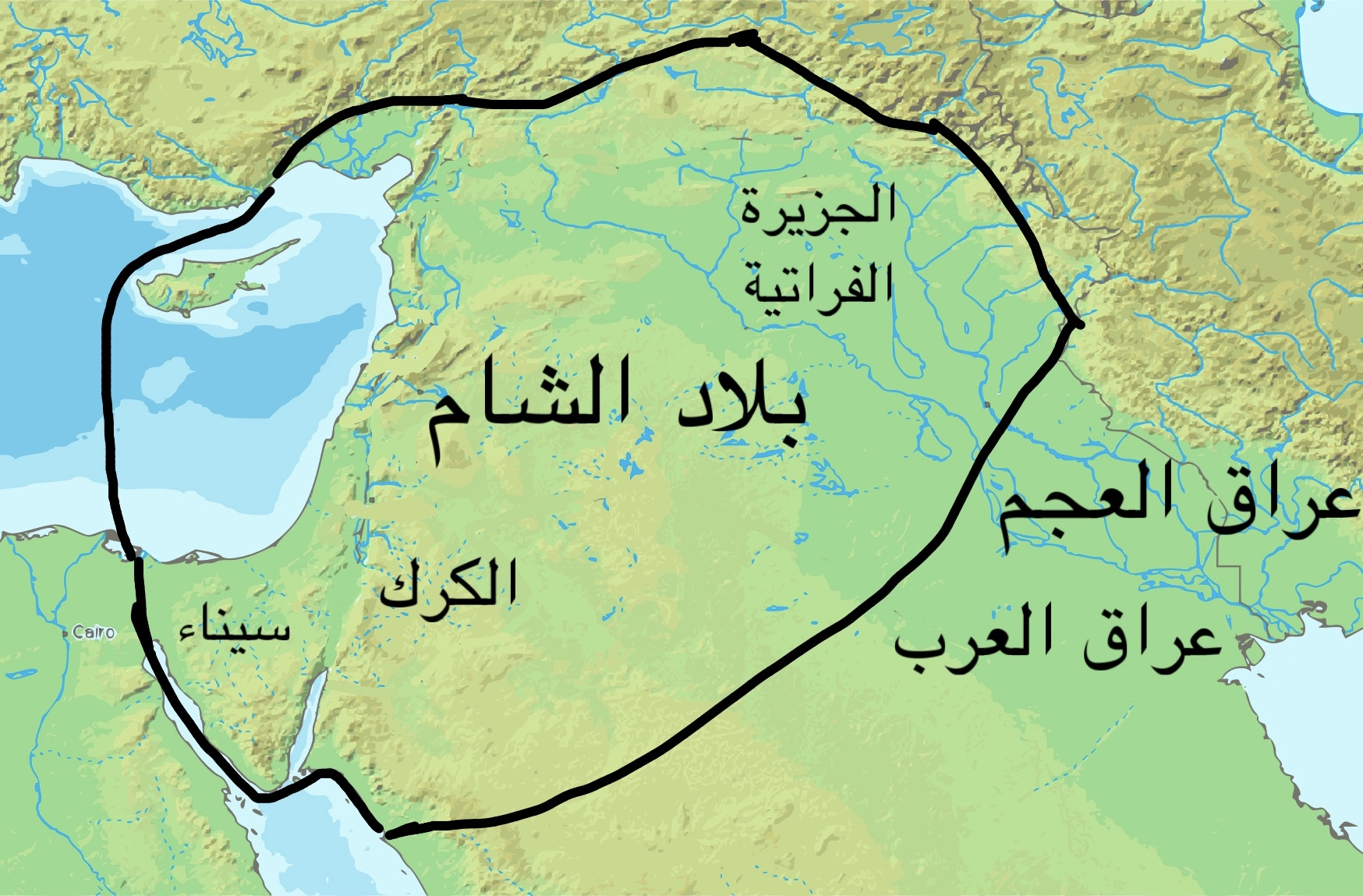
الحدود التقريبية لبلاد الشام في العصر الأموي

بدأت معارك المسلمين في الشام في شعبان 12هـ حتى نهاية العام (أي حوالي 5 أشهر) وهي موقعتي العربة وداثنة واللتان انتصر فيهما المسلمون وموقعة أخرى هزم فيها المسلمون وهي موقعة مرج الصفر الأولى ولذلك اتخذ الخليفة القرار بنقل خالد بن الوليد من فارس إلى الشام.

انتقل خالد بنصف الجيش الذي كان في بلاد فارس وعَبَرَ صحراء السماوة وقام بفتح عدة مدن منها أرك وتدمر والقريتين وحواريين ومرج راهط بالإضافة إلى أنه انتصر 5 انتصارات في شهر صفر 13هـ.
وصلت أخبار إلى خالد بن الوليد تفيد بأن الروم يتجمعون في مدينة تُسمى جلق بفلسطين فذهب إليها وتقابل الجيشان في أجنادين ودارت معركة من أكبر المعارك في تاريخ الإسلام.
بعد عودته من أجنادين التقى بجيش رومي في معركة مرج الصفر الثانية وبعدها سمع خبر وفاة أبي بكر الصديق.
بعد وفاة أبي بكر تولى عمر بن الخطاب الخلافة من بعده فأمر بعزل خالد بن الوليد من منصبه كقائد عام للجيوش في الشام وولّى مكانه أبا عبيدة بن الجراح والذي استكمل فتح الشام في معركة اليرموك التي أحدثت ضعفاً كبيراً في جيوش الروم وفُتحت معظم الشام ما عدا أجزاء من فلسطين.
فكر المسلمون بفتح القدس ولكن حاميتها كانت قوية فتجمعت الجيوش وحاصرتها حصاراً شديداً، وبعد شهور من الحصار خرج صفرنيوس بطريرك القدس إلى أبي عبيدة ليشرط عليه شرطاً وهو أنهم لن يسلموا القدس حتى يأتي رئيس الدولة ليتسلمها بنفسه فأرسل أبو عبيدة إلى عمر فجاء وتسلمها وعقد مع أهل القدس عهدا سمي العهدة العمرية وهي تنص على الأمان لأهل القدس على أنفسهم وأموالهم وكنائسهم وصلبانهم وألا يسكن اليهود فيها وخروج الروم منها ودفع الجزية وقد شهّد عليها خالد بن الوليد وعمرو بن العاص وعبد الرحمن بن عوف ومعاوية بن أبي سفيان وكُتبت سنة 15هـ.

## التقسيم الإداري الإسلامي لبلاد الشام
قسمت الإدارة الإسلامية بلاد الشام إلى أجناد هي جند دمشق وجند حمص وجند الأردن وجند فلسطين وجند قنسرين. أُضيف إليها فيما بعد جند العواصم في القرن الثامن.